# 범부채

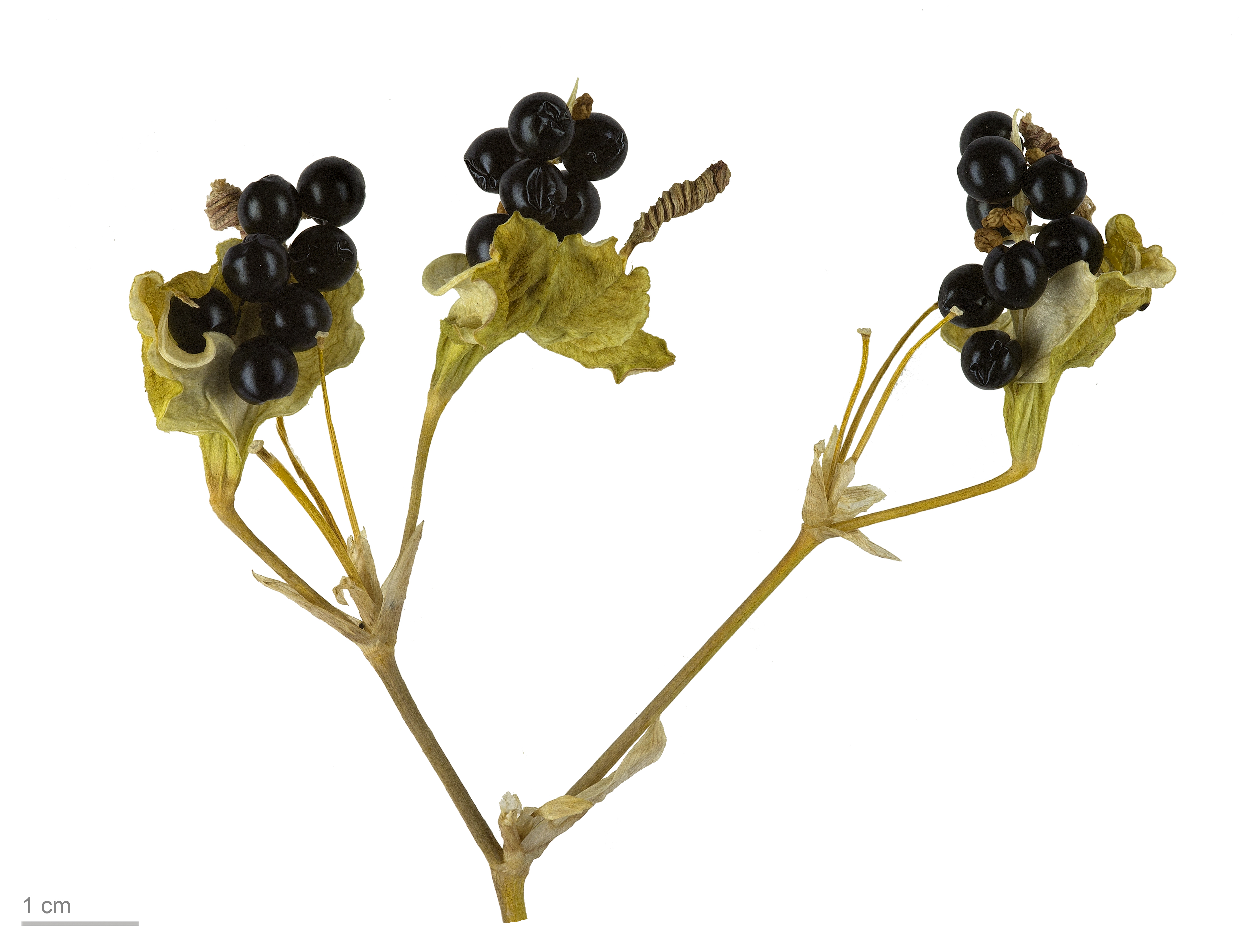
Iris domestica

범부채(학명: Iris domestica, leopard flower, leopard lily 또는 blackberry lily)는 붓꽃과의 여러해살이 초본식물로 학명은 Belamcanda chinensis이다. 사간(射干)이라고도 한다. 2005년의 DNA 염기서열 분석 결과에 따라서, 범부채속(Belamcanda)의 유일종 범부채(Belamcanda chinensis)는 붓꽃속(Iris)으로 옮겨져 학명이 Iris domestica로 바뀌었다.

## 분포
한국·인도·중국 등지에 분포하며 산이나 들에서 자란다.

## 기원
범부채는 잎 모양이 부챗살처럼 배열되어 있고 꽃잎에 찍힌 얼룩 반점이 표범과 같다고 하여 붙여진 이름이다.

## 특징
높이는 50-100cm이며, 뿌리 줄기가 옆으로 뻗고 줄기는 곧게 선다. 잎은 줄기 밑부분에서 2열로 어긋나며 다소 편평하고 길이 30–50 cm, 너비 2-4cm로 끝이 뾰족하다. 잎의 빛갈은 백색을 띤 녹색이다. 꽃은 7-8월에 피며, 지름이 5-6cm이고, 가지 끝에 여러 개가 달려 있어 취산꽃차례를 이룬다. 꽃잎은 6개로 황적색 바탕에 암적색 반점이 있다. 꽃자루는 하부에는 4-5개의 포(苞)가 있는데, 포는 길이 1 cm 정도의 난형이며 막질이다. 수술은 3개이며 실 모양이다.

## 이용
열매는 삭과로 길이 3 cm 정도의 타원형이며 9월에 익는다. 종자는 검은색이고 광택이 난다. 관상용으로 심으며 뿌리줄기는 소염·진해·편도·폐렴·해열·각기 등의 약재로 쓴다.

## 재배 및 관리
햇빛을 충분히 받게 하는 한편, 물은 조금씩 주어 건조하게 기른다. 증식은 씨부리기도 가능하지만, 꽃이 지고 난 다음 포기나누기를 하는 것이 가장 쉬운 방법이다.

## 참조
- Pink, A. (2004). 《Gardening for the Million.》. Project Gutenberg Literary Archive Foundation. |title=에 외부 링크가 있음 (도움말)